# Мінакші
Мінакші (mīnākṣi IAST, там. மீனாட்சி, «Рибоока») — одна з аватар дружини бога Шиви — індуїстської богині Парваті. Культ Мінакші широко поширений в Південній Індії. Вона є однією з небагатьох індуїстських богинь, якій присвячено великий храм — храм Мінакші в Мадураї, штат Таміл-Наду. У тамільською епосі «Шілаппадікарам», Мінакші описується як богиня-войовниця, з півмісяцем в волоссі, з двома руками. У лівій руці Мінакші тримає квітку лотоса, а в правій — меч. Описується, що права сторона її тіла малинового кольору, а ліва — чорнуватого.
Згідно з легендою, одного разу Індра убив демона, що не завдавав нікому шкоди. Тим самим, Індра накликав на себе прокляття, в результаті якого змушений був безперервно мандрувати. Після довгих поневірянь, Індра почав поклонятися лінгаму в лісі і таким чином звільнився від прокляття. На знак подяки, він збудував невеликий храм і помістив у нього лінгам. Неподалік розташовувалося місто Манавур, який був столицею царя Пандев Малаядхваджі. Дізнавшись про існування чудотворного лінгама, Малаядхваджа звів на цьому місці величний храм і заснував місто Мадурай, який згодом став процвітаючим князівством.
У Малаядхваджі не було дітей, але після поклоніння лінгама він отримав благословення від Шиви. У результаті на світ з'явилася Мінакші, чиє народження було містичним: вона не народилася з лона матері, а була знайдена Малаядхваджей на березі океану. Мінакші була втіленням самої Парваті, вимушеної народиться на землі в результаті прокляття розгнівавшись на неї Шиви. Мінакші мала три грудей і очі у формі риб. Ріші Нарада передбачив, що третя груди у Мінакші зникне після того, як вона зустріне свого майбутнього чоловіка і що вона буде непереможною в битві.
Після смерті Малаядхваджі, Мінакші зійшла на престол і вміло керувала царством. Під час одного з військових походів Мінакші відвідала Гімалаї, де зустрілася з Шивою. При вигляді Шиви її третя груди зникла. Безліч богів і богинь прийшли на Землю для того, щоб взяти участь у весільній церемонії Мінакші і Шиви. На весільному бенкеті всі присутні боги відмовилися скуштувати вишукані страви до тих пір, поки Шива не станцює свій космічний танок. У результаті танцю Шиви перед своєю дружиною вся життєва сила злилася з красою, і Мінакші злилася з лінгамом, який став уособленням життя та краси. У X столітті в Таміл-Наду помітно зросла популярність культу Мінакші, в результаті чого в храмі Мінакші для богині було зведено окремий святилище.